# Gare de Labenne
Gare de Labenne vasútállomás Franciaországban, Labenne településen.

## Vasútvonalak
Az állomást az alábbi vasútvonalak érintik:
- Bordeaux–Irun-vasútvonal

## Kapcsolódó állomások
A vasútállomáshoz az alábbi állomások vannak a legközelebb:
- Gare de Bénesse-Maremne
- Gare d’Ondres